# 11768 Merrill
11768 Merrill là một tiểu hành tinh vành đai chính với chu kỳ quỹ đạo là 2054.5126114 ngày (5.62 năm).
Nó được phát hiện ngày 26 tháng 3 năm 1971.